# 사준사구
사준사구(四駿四狗). 사구사준이라고도 불린다. 네 마리의 충성스런 준마와 충견을 뜻하며, 칭기즈 칸을 도와 몽골 제국을 건국한 8인의 건국공신을 지칭하는 것으로, 사준은 내정과 전략에서 활동한 인물이며, 사구는 전투에서 공훈을 발휘한 인물들로 이루어져 있다. 몽골 제국의 역사를 기록한 《원조비사》(元朝秘史)에 나온 ‘4마리의 준마, 4마리의 충견’(dörben külü'üd, dörben noγas)에서 유래한다.

## 사준
- 치라운 : 소년 시절의 칭기즈 칸이 타르구타이 쿠릴투크로부터 쫓겼을 때, 그를 숨겨 주고 친우의 관계를 맺음으로서 칭기즈 칸의 수하에 들게 되었다. 칭기즈 칸을 받아들여준 자신의 아버지와 함께 천호장에 임명되었으나 칭기즈 칸 때는 큰 활약을 하지 못하고 오고타이 때는 금나라를 정벌하러 가자마자 죽었기에 많은 활약을 보여주지는 못하였다. 그 자손은 원조 4대 권문세족의 하나로서 부귀영화를 누렸다.

- 보로클 : 쥴킨부 토벌 당시 전장에서 발견되어 칭기즈 칸의 어머니 호엘룬 밑에서 칭기즈 칸과 성장하여, 형제의 대접을 받았다. 빈사의 오고타이를 전장에서 구출하는 등의 공을 세우나 1217년 몽골 북동쪽 삼림지대의 수렵민족 투마트 족과의 싸움에서 전사했다.

- 보오르추 : 젊은 시절 테무친이 말을 도둑맞았을때, 그에게 아무 조건없이 말을 빌려주고 추적을 도와준 것이 계기가 되어 그의 신하가 되었다. 칭기즈 칸이 몽골을 통일하는데 공을 세워 만호장에 임명되었으며, 중앙아시아 원정을 담당하여 금나라와 호라즘 왕국을 점령시켰다. 보통의 몽골 사람과는 다른 안목을 가지고 있었기에, 아직 부족국가로서의 속성을 버리지 못한 몽골을 문화민족으로 성장시키는데 큰 역할을 해냈다.

- 무칼리 : 지용을 겸비한 명장으로 칭기즈 칸의 두터운 신임을 받았으며 만호장에 임명되어 금나라 공략작전의 총사령관으로 활약했다. 사후 그의 일족은 원나라의 4대 권문세족 중 하나로 부귀영화를 누렸다.

## 사구
- 수부타이 : 사구의 한 사람. 나이만과의 싸움에서 형 젤메와 함께 철륜차로 산맥을 돌파하여 적진을 탈취했다. 칭기즈 칸의 서정에 제베와 함께 참가하여 러시아군을 무찌르는 등의 활약을 했다. 몽골의 유럽원정을 지휘하고 세계 32개국을 정벌한 최고의 장군. BBC는 수부타이를 인류 역사상 가장 위대한 대장군으로 선정하였다.

- 제베 : 궁술의 달인으로 베수트씨족 출신이며, 본명은 지르고가타이. 그의 이름인 제베는 중세 몽골어로 '화살, 화살촉'이라는 뜻으로 본래는 칭기즈 칸의 적이었으나 포로가 되어도 위엄을 잃지 않는 자세를 인정받아 그의 신하가 되고 제베라는 이름을 받는다. 이후 몽골 굴지의 맹장으로 대활약하였으며 1218년 나이만을 토벌하고 호라즘, 이란, 조지아, 캅카스, 러시아로까지 진격하여 대공을 세우지만 1223년에 몽골로 귀환하는 도중 병사하였다.

- 쿠빌라이 : 원나라 제5대 황제 쿠빌라이 칸과는 별개의 인물. 칭기즈 칸이 자무카와 결별하자, 칭기즈 칸에게 귀순했다. 몽고 통일 후에 전공에 대한 포상으로 군정 책임자의 지위가 하사되었다.

- 젤메 : 수부타이의 형으로 사구의 한 사람. 전장에서 부상당한 칭기즈 칸을 위해 적진을 뛰어다니며 물을 탈취하여 철야로 간병하였으며, 독화살을 맞은 칭기즈 칸의 상처에 입을 대고 피를 빨아내고, 야영지에서는 밤을 세워서 그를 호위한 적도 있었다. 칭기즈 칸은 그 은혜를 평생토록 잊지 않았다고 한다. 1206년 몽골 제국이 세워진 직후에 칭기즈칸에게 반항하는 몽골의 부족들의 잔당들을 토벌하기 위해 출정하였다가 전사하여 사준사구 중 가장 일찍 죽었다.